# Мараева, Анна Васильевна
А́нна Васи́льевна Мара́ева (урождённая Во́лкова; 21 января 1845, Топорино — 23 августа 1928, Серпухов) — серпуховская купчиха первой гильдии и фабрикантша. Видная деятельница старообрядчества, собирательница старинных книг, рукописей и икон. Её коллекции легли в основу Серпуховского историко-художественного музея.

## Биография
Анна Васильевна Мараева родилась 21 января 1845 года в деревне Топорино Медынского уезда Калужской губернии в крестьянской семье. Её родители — Василий и Макрина Волковы — занимались кустарным производством холста. По архивным данным, Волковы принадлежали к православной церкви, но когда Анне было десять лет, они перешли в старообрядчество и перестали принимать причастие.
Девушка получила традиционное домашнее образование, и в 1869 году вышла замуж за серпуховского купеческого сына Мефодия (Нефёда) Васильевича Мараева (1830—1882), принадлежавшего также к старообрядцам. Свёкор Анны, Василий Афанасьевич, в своё время переехал с семьёй в Серпухов, где поступил на фабрику к хозяину-старообрядцу и перешёл в беспоповское старопоморское (федосеевское) согласие. В 1859 году Василий Мараев приобрёл в личную собственность у староверов Ерёминых бумаготкацкую фабрику при деревне Заборье около Серпухова, позже купил ситценабивное производство в пустоши Данки. В 1867 году Мараев перешёл в первую гильдию купеческого состояния, приобрёл два дома в Москве. В деле отца полностью участвовал его единственный сын и наследник — Мефодий, также ставший серпуховским купцом первой гильдии, получивший звание потомственного почётного гражданина.
По беспоповскому старообрядческому обычаю венчания у Мефодия и Анны Мараевых не было, но семья состоялась, родились восьмеро детей (четверо сыновей и четыре дочери).
В 1881 году умер Василий Афанасьевич. Всю недвижимость и капитал унаследовал его единственный сын. Но 21 июля 1882 года и он скоропостижно скончался в возрасте 52 лет, поэтому управление производством, капиталами и большой семьёй взяла в свои руки сама Анна Васильевна Мараева. На тот момент ей было 37 лет. Вступление в права наследницы не прошло гладко. Двоюродный брат покойного мужа Анны Васильевны — купец Ф. Ф. Мараев — тоже претендовал на наследство (не только фабрики, но и большие земельные наделы, два дома в Москве на Старо-Басманной улице). В суде он пытался оспорить законность брака без венчания и на этом основании получить наследство своего умершего родственника. Судебное разбирательство продолжалось около 10 лет и закончилось в 1893 году отклонением Сенатом притязаний Ф. Ф. Мараева. В том же году Анна Васильевна выкупила коллекцию картин и антикварных вещей у Ю. В. Мерлина — камергера и чиновника по особым поручениям при московском генерал-губернаторе. Это стало серьёзным пополнением коллекции уникальных предметов традиционной русской духовной культуры, которая долгие годы собиралась в доме Мараевых. Одной из ценнейших реликвий был «Пустозерский сборник» с автографами «Житий протопопа Аввакума и инока Епифания, его духовного отца». Сегодня этот литературный памятник издаётся по спискам, которые сберегла для потомков А. В. Мараева.
После получения наследства в 1884 году Анна Васильевна стала серпуховской 1-й гильдии купчихой. В 1897 году на её ткацкой фабрике трудилось более 800 рабочих, успешно велась оптовая торговля на Нижегородской и Урюпинской ярмарках, а мараевские ситцы пользовались успехом по всей России, особенно в Поволжье и среднеазиатском регионе.
В 1895 году началось строительство в Серпухове нового дома по проекту Романа Клейна. Дом в стиле эклектики с элементами неоклассицизма украсил Фабричную улицу (ныне — улица Чехова, д. 87). Впоследствии в этом доме расположился Серпуховский историко-художественный музей.
В 1890-е годы фабричное дело Мараевых стало испытывать финансовые затруднения, итогом которого стали торги движимого имущества Товарищества мануфактур А. В. Мараевой в Серпухове в октябре-ноябре 1913 года. Ткацкая фабрика в Заборье была закрыта.
В 1918 году всё имущество Мараевых было национализировано. Изначально произведения искусства планировалось использовать в качестве премиального фонда для передовиков ситценабивной мануфактуры. Но в сентябре 1918 года серпуховские власти получили директиву Наркомата просвещения с требованием принять меры по сохранению коллекции. Во второй половине 1918 года в Серпухове, в составе местного отдела народного образования, была создана музейно-экскурсионная секция. В конце 1920 года был открыт Серпуховский Музей старины и искусства.
В доме Мараевых размещался штаб Южного фронта, Реввоенсовет и ставка командования Красной Армии. В бывшем кабинете хозяйки на втором этаже с октября по декабрь 1919 года жил Иосиф Сталин. Долгие годы в музее существовала его мемориальная комната, но в 1958 году её уничтожили.
Анна Васильевна Мараева скончалась 23 августа 1928 года в Серпухове. В последний путь её пришли проводить все бывшие рабочие и служащие фабрик, которые пронесли гроб через весь город (от Покровского храма до вокзала) на руках. Похоронили её на Преображенском кладбище в Москве, в сохранившемся до наших дней семейном некрополе.

## Благотворительность
Купцы Мараевы всегда были активными благотворителями. Большую часть доходов от своей мануфактуры они тратили на поддержку серпуховской общины старообрядцев Федосеевского благочестия.
В 1906 году внезапно, после падения с лошади умерла незамужняя дочь Анны Васильевны Анфиса. Подготовленное для неё приданое целиком было пожертвовано на строительство старообрядческого Покровского храма-моленной и богадельни при ткацкой фабрике в Заборье. Храм был построен в 1908—1910 годах по проекту архитектора М. Г. Пиотровича. Также Мараевой содержалась старообрядческая моленная в Москве, при её собственном доме в Настасьинском переулке. Однако, сохраняя семейную традицию, как и муж, она оставалась прихожанкой московской Преображенской общины.
В Покровский храм Мараева передала убранство моленной, а также часть её коллекции книг, предметов прикладного искусства, икон. Среди них были редчайшие образцы «дониконовского письма» XV—XVII веков, Новгородской школы XVI в. В 1989 году этот уникальный богослужебный комплекс (в том числе 610 икон, 142 старопечатные и рукописные книги) был передан музею.
В 1915 году Мараева на свои средства открыла в Серпухове госпиталь на 100 мест, в котором работали сёстрами милосердия её дочери Анна и Ольга, а также внучки Вера и Екатерина Уфимцевы. Им приходилось выезжать на фронт с царскосельским военно-санитарным поездом № 143, находившимся под патронажем императрицы Александры Фёдоровны.